# Lymantria mus
Lymantria mus är en fjärilsart som beskrevs av Charles Oberthür 1916. Lymantria mus ingår i släktet Lymantria och familjen tofsspinnare. Inga underarter finns listade i Catalogue of Life.